# Nationalgarde
Nationalgarde är en term som normalt refererar till ett gendarmeri, en paramilitär styrka eller en organiserad milis, vanligtvis inriktad på hemortsförsvar. Begreppet uppkom troligen under Franska revolutionen 1789, då Franska nationalgardet bildades.